# Lestat de Lioncourt
Lestat de Lioncourt (Auvérnia, 7 de novembro de 1760) é um personagem fictício, parte dos romances de Anne Rice que formam As Crônicas Vampirescas. Sendo muitas vezes associado como anti-herói, Lestat apareceu pela primeira vez em Entrevista com o Vampiro (1976) — a conhecida entrevista de Louis de Pointe du Lac pelo repórter Daniel Molloy. Neste livro, a figura de Lestat beira o vilanismo. Posteriormente, escreve sua autobiografia O Vampiro Lestat (1985), na qual esclarece possíveis mal entendidos e conta sua própria versão dos fatos.

## Aparições e adaptações em outras mídias
- Lestat foi interpretado por Tom Cruise em Entrevista com o Vampiro, filme de 1994, dirigido por Neil Jordan e adaptação cinematográfica do primeiro livro. O filme também é estrelado por Brad Pitt como Louis, Christian Slater como Malloy, Kirsten Dunst como Claudia e Antonio Banderas como Armand.
- Stuart Townsend interpretou Lestat no filme A Rainha dos Condenados em 2002, co-estrelado pela cantora de R&B, Aaliyah, como Akasha. O filme mescla os volumes O Vampiro Lestat e A Rainha dos Condenados, apresentando o personagem como uma estrela do rock. No entanto, a adaptação desagradou aos fãs e a crítica.
- Em março de 2006, com uma pré-estreia da Broadway, e em Dezembro de 2005, onde foram apresentados até Maio de 2006, Lestat: Um Musical apresenta músicas de Elton John e Bernie Taupin. O papel de Lestat foi realizado pelo veterano da Broadway, o ator Hugh Panaro.
- Em Entrevista com o Vampiro de Anne Rice, série de 2022 da AMC e adaptação televisiva dos livros, Lestat é interpretado por Sam Reid.
- Lestat também é retratado no ano Coven Ball, em Nova Orleans conhecida como "Les Temps des Vampires" (geridos por Suzanne Quiroz, Anne Rice, o ex-presidente e assistente pessoal do Vampiro Lestat Fan Club). Anne Rice menciona estes partidos como "características especiais" do Fundo da Entrevista com o Vampiro, durante anos visitei-los pessoalmente, mas agora envio um vídeo com a saudação aos convidados, todos os anos a partir de sua casa na Califórnia. Anne Rice patrocinou o Memnoch Ball, em 1995 (como ela fala sobre o DVD) e foi realizada em St. Elizabeth's, uma propriedade que possuía naquela época.
- Além disso, a música "Love Blood" de autoria do guitarrista Steve Vai (incluída no álbum "The Elusive Light and Sound Vol.1") foi escrita com base em peculiaridades de Lestat.
- Lestat foi parodiado na televisão FOX no programa American Dad. O personagem Roger, o Alien fez uma imitação que pretendia ser Lestat, vestido com trajes do século XVIII, e falando com um sotaque francês para conquistar uma garota gótica.
- No episódio 1 da 5.ª temporada de, "Buffy a caça vampiros", intitulado, "Buffy contra Drácula", Buffy faz menção sobre Lestat.
- No episódio 5 da 2.ª temporada de "Elite", série disponível na plataforma de streaming Netflix, Valerio utiliza a fantasia de Lestat de Lioncourt na festa de Halloween da Rebeka.